# 奧德拉德涅 (巴什坦卡區)
47°25′40″N 32°19′8″E / 47.42778°N 32.31889°E
奧德拉德涅（烏克蘭語：Одрадне），是烏克蘭的村落，位於該國南部尼古拉耶夫州，由巴什坦卡區負責管轄，始建於1782年，面積0.13平方公里，海拔高度17米，2001年人口13，人口密度每平方公里100人。